# Sint-Jorisgilde (Den Haag)

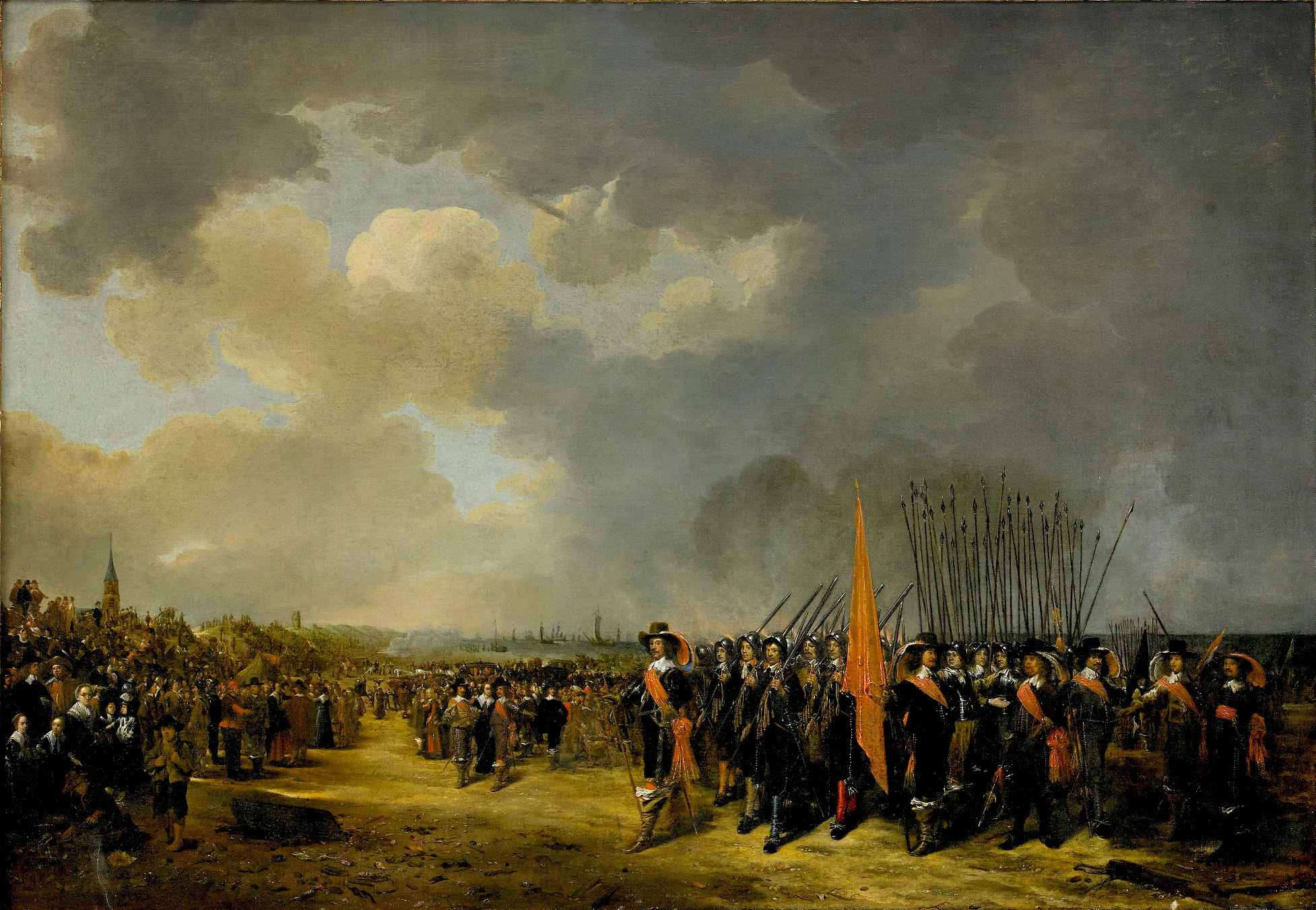
Haagse schutterij op het Scheveningse strand: Vertrek van Koningin Henriëtta Maria. Paulus Lesire

Het Sint-Jorisgilde was een Haagse schutterij die werd opgericht om de graaf en het gebied van Binnenhof en Lange Voorhout te beschermen. Het ontstaan ervan ging terug tot de veertiende eeuw en was direct te herleiden naar de aanwezigheid van het hof van de Graven van Holland. In 1907 werd dit oudste schuttersgilde van Den Haag ontbonden. 

## Oprichting
De geschiedenis van dit oudste schuttersgilde van Den Haag gaat terug tot de veertiende eeuw. Wanneer precies het Sint-Jorisgilde is gesticht is niet bekend. In de baljuwrekening van 1371-1372 valt te lezen dat gewapende bewoners van Den Haag hun graaf, Albrecht van Beieren (1336-1404), vergezelden toen hij: “een reyse dede tot Haerlem om die partien te versoenen aldaer”. Er wordt dan niet gesproken van “scutten” of “scuts”, zoals men toen schutters noemde, maar het sprak van “met den ghesellen van der Haghe ende van Sceveninghen”, waarin het gebruik van het woord “gezellen” niet direct op organisatie duidt. Niet lang daarna moet de Haagse schutterij zijn opgericht, want uit de jaarlijkse rentmeestersrekening van het grafelijke hof over 1384-1385 blijkt dat er was gezorgd voor een eigen oefenplaats van de schutterij: er werd toen aan twee mannen “voer haeren cost en arbeyt” geld uitbetaald om “van den Doele in die Poeten te maken”. Anders gezegd: Aan de Haagse Pooten was een schietbaan (doelen) aangelegd waar schutters konden oefenen. De keuze voor deze locatie geeft aan dat het een gunst van de graaf van Holland betrof, aangezien het stuk land in de grafelijke kwekerij was gelegen. Overigens betreft het hier niet de straat die tegenwoordig de Lange Poten heet, maar een stuk land dat liep van het Plein langs de huidige Lange Houtstraat naar het Tournooiveld. In 1397 zal bij de schietbaan ook een gebouw voor de schutterij verrijzen. In een grafelijkheidsrekening over het jaar 1386-1387 wordt voor het eerst gesproken over de “scuts van der Haghe”, die met de baljuw naar Heusden trokken om aanwezig te zijn bij de inhuldiging van graaf Willem van Oostervant als heer van Altena. 

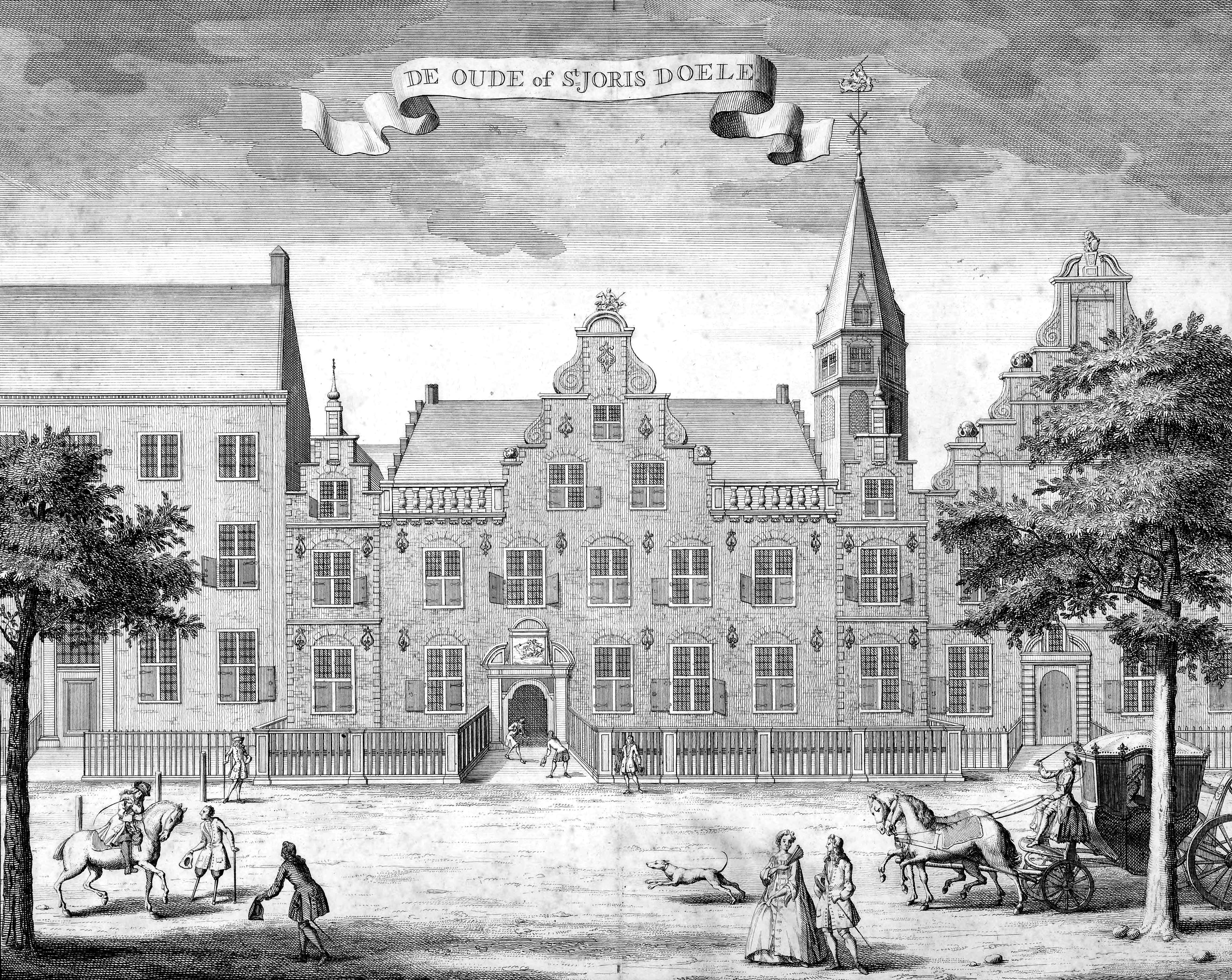
De Oude- of Sint-Jorisdoelen in 1730. Gerrit van Giessen

## Lidmaatschap
Het lidmaatschap van het zogenoemde “Broederschap der Schutters van Sint-Joris” was voorbehouden aan de elite: de lagere burgerij kon het zeer hoge lidmaatschapsgeld en de kosten voor de verplichte uitrusting niet opbrengen. Onder de leden vond men voornamelijk hoffunctionarissen en edellieden. Als wapen maakten zij gebruik van de voetboog. Oorspronkelijk hadden de gildeleden de taak om het Binnenhof en omgeving te beschermen. Vanaf 1397 kwamen zij bijeen in de Sint-Jorisdoelen aan het Tournooiveld. Na 1600 werd het gilde meer een exclusieve gezelligheidsvereniging. Het schuttersgilde verkocht hun schietbaan en het middeleeuwse gildehuis werd afgebroken. Op die plaats verrees een deftig sociëteitsgebouw. Van het oude gebouw rest alleen de toren, de windvaan die er op staat heeft een afbeelding van Sint-Joris en de draak. In de gevel is een steen met daarop eenzelfde afbeelding en het jaartal 1625.

## Privileges
In 1405 ontving het Sint-Jorisgilde van de graaf een belangrijk voorrecht: de zogeheten schuttap. Dit was het recht om gedurende driemaal 8 dagen in het jaar van elke kan getapte wijn in Den Haag een stuiver te ontvangen. Dit privilege behield het Sint-Jorisgilde, ondanks veel verzet, tot in de negentiende eeuw en het heeft aanzienlijk aan hun welvaart bijgedragen. De welvaart van de schutterij zorgde er ook voor dat in 1418 de toenmalige landsvrouwe, Jacoba van Beieren en hertog Jan IV van Brabant, haar tweede echtgenoot, de Sint-Jorisschutterij min of meer dwongen om een flink geldbedrag aan hen uit te lenen. Als tegenprestatie richtten zij in de Grote of Sint-Jacobskerk in Den Haag een altaar op dat was gewijd aan de ridder Sint-Joris, die de beschermheilige was van het schuttersgilde. Als onderpand voor de lening dienden een boerderij en enkele stukken land in de buurt van Den Haag. Dat de Sint-Jorisschutters een bevoorrechte positie bekleedden werd nog eens bevestigd in 1458 toen hertog Filips de Goede bevestigde dat de schutters op hun doelenterrein naar eigen goeddunken mochten schieten en dat indien daardoor per ongeluk iemand werd gedood of gewond raakte de schutter bij voorbaat zou worden vrijgesproken. In 1472 schenkt hertog Karel de Stoute de grond en het gebouw van de doelen voorgoed aan de schutterij. De leden daarvan waren zichzelf in de loop der tijd als een broederschap gaan beschouwen en begonnen zich de “ridderlijke confrerie” (broederschap) te noemen, alsof ze een soort ridderorde vormden. In 1538 staat het Hof van Holland toe aan de Sint-Jorisschutterij dat zij ook aan de oostzijde van hun terrein doelen mogen aanleggen, om met de hand- of haakbus te oefenen. Dit vuurwapen was in deze periode enorm in opkomst, maar tevens erg kostbaar om aan te schaffen. 

## Zeerovers
Dat de Sint-Jorisschutters meer deden dan alleen oefenen en wel degelijk ook werden ingezet als militie, blijkt uit een rekening van 1472 die ervan spreekt dat zij op verzoek van het Hof van Holland een groep zeerovers bewaken zodat deze berecht konden worden. Die werden ergens in de duinen vastgehouden, waarschijnlijk omdat men de aanwezigheid van deze lieden binnen de dorpsgrenzen te riskant vond. 

## Organisatie

### Oprichtingspapieren
In 1528, toen troepen van ridder Maarten van Rossum Den Haag overvielen en plunderden, werden in de Grote of Sint-Jacobskerk, waar diverse gilden hun belangrijkste archieven bewaarden, ook de kisten van het Sint-Jorisgilde opengebroken en volledig leeggehaald. Kostbaarheden hadden ze er niet in aangetroffen, maar onder andere de originele ordonnantie van het Sint-Jorisgilde ging daarbij verloren. Wat restte was een kopie uit 1492 die in de Doelen zelf werd bewaard. De ordonnantie ofwel verordening, was het document waarmee het gilde was opgericht en beschreef onder andere de organisatie. Pas vele jaren later, op 18 mei 1563 kregen zij een nieuwe van koning Filips II, waarin hij de geldigheid van de kopie uit 1492 bevestigde. 

### Doelstellingen
Tot de doelstellingen van de schutterij werden in 1563 gerekend het ideaal om:
...in lieften ende vrienscap te blijven, twelck nyet wel doenlyck en is zonder regel, pollicie ende geneuchlicke communicatie mit malcanderen te hebben.
Naast militaire en justitiële taken was dus vooral vriendschappelijke omgang met elkaar een belangrijk doel. Na verloop van tijd zou het karakter van sociëteit de overhand krijgen en werden de andere taken hoofdzakelijk overgelaten aan het minder elitaire Sint-Sebastiaansgilde. Desalniettemin zou het Jorisgilde zich steeds meer gaan presenteren als een broederschap van ridders.

### Jaarlijkse vergadering
Naast oefenen op de schietbaan waren er religieuze verplichtingen voor de schutters van het Sint-Jorisgilde. Op de eerste zondag na Sint-Jorisdag (23 april) vond in de Grote of Sint-Jacobskerk een zingende mis plaats bij het Sint-Joris altaar. Alle leden werden geacht hierbij aanwezig te zijn, behalve als zij ziek waren of op reis buiten Den Haag. Op afwezigheid stond als straf een donatie van drie schellingen ten behoeve van het altaar. Na de mis volgde onder het genot van een gezamenlijke maaltijd de jaarlijkse vergadering waarin diverse “verenigingszaken” werden behandeld. Zo werd er jaarlijks vastgesteld welk uniform de leden zouden dragen. Om hun keuze te kunnen bepalen lieten zij vooraf enkele voorgestelde kostuums afbeelden op schilderijen. De leden werd nadrukkelijk verzocht om voor de vervaardiging van hun kleding gebruik te maken van Haagse leveranciers, zodat hierover geen scheve gezichten konden worden getrokken. Ook moest jaarlijks worden besloten of er schutterspelen plaatsvonden, met schietwedstrijden “upwaerts nae den papegay”.

### Dagelijkse leiding

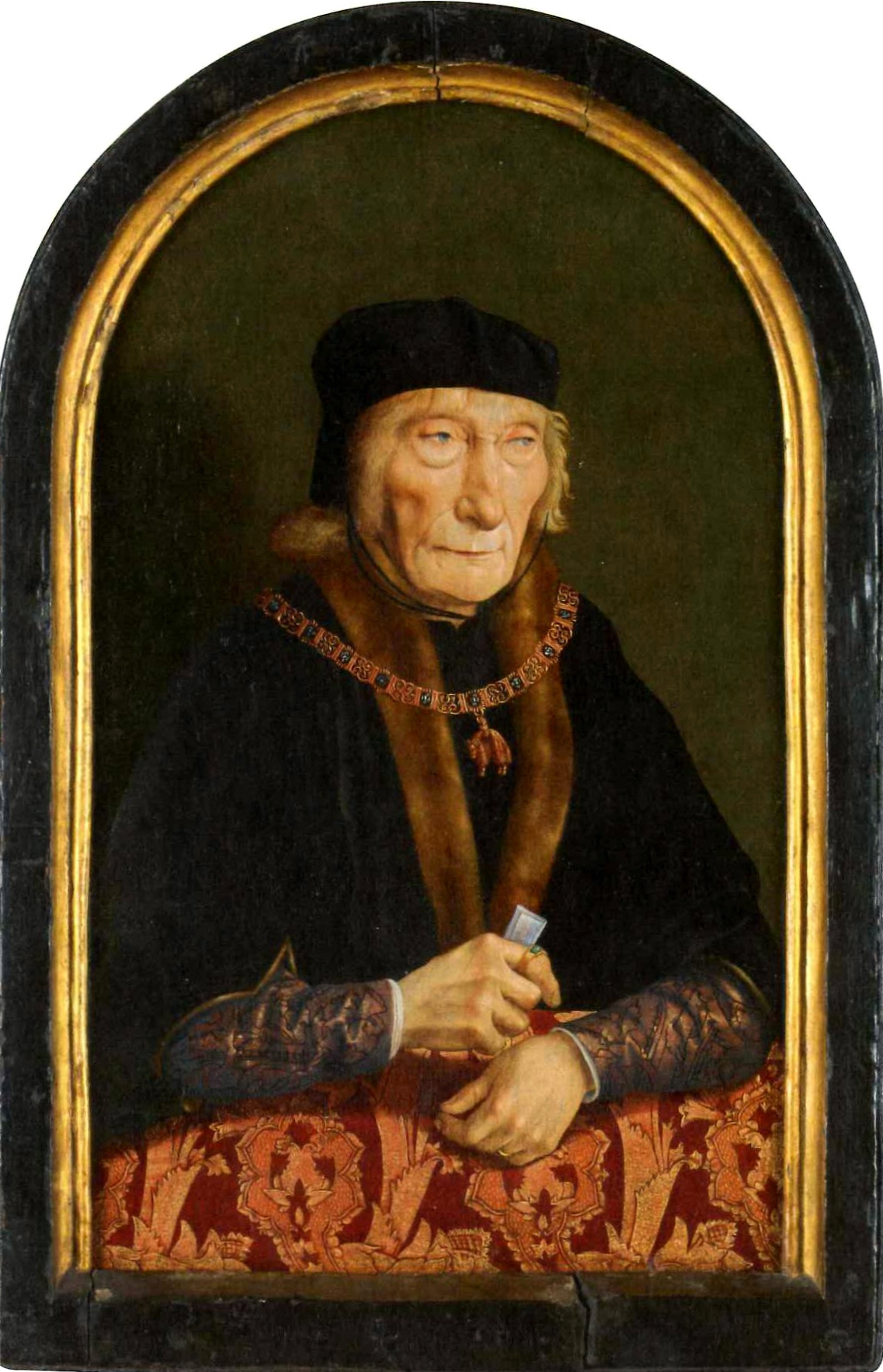
Graaf Jan III van Egmont (1438-1516), was in 1487 hoofdman van het Sint-Jorisgilde. (± 1505) Meester van Alkmaar

In 1463 worden als hoofdmannen genoemd:
- Phillips van Wassenaer, ridder, heer van Voorburg
- Jan Oem van Wijngaarden, heer van Raamsdonk en Grijsoord
- Gerijt Heinricxzoen
- Jan Gerytszoen Nachtegael

De Sint-Jorisschutterij werd geleid door een deken en vier hoofdmannen. Zij hadden tot taak de jaarlijkse evenementen te organiseren en de dagelijkse zaken te regelen, alsmede zorg te dragen voor financiële aangelegenheden. Het worden verkozen als hoofdman en vooral als deken, werd als een grote eer gezien. Ook dit gebeurde tijdens de jaarlijkse bijeenkomst. In 1487 wordt als deken genoemd graaf Jan III van Egmont, die op dat moment de stadhouder is van Holland, Zeeland en West-Friesland. De deken had de militaire rang van kolonel en de hoofdlieden waren kapiteins. Elk van de vier hoofdlieden had een deel van de schutters onder zich. Zij moesten ervoor zorgen dat die regelmatig bijeenkwamen om te oefenen, maar ook om daarna samen te drinken en ter afsluiting de maaltijd te gebruiken. Voordat het gezelschap uiteenging, moest de hoofdman de rekening opmaken en de schutters moesten hun deel daarin voldoen. Naast genoemde functies waren er ook enkele tamboers, knechten en een kok in dienst bij de Sint-Jorisschutterij. 
In 1551 wordt de leiding van de Sint-Jorisschutterij gevormd door:
- Mr. Aernt Cobel, deken
- Guilliame Le Grandt, hoofdman
- Frans Duyst, hoofdman
- Maarten Jorijsz. Deym, hoofdman

### Algemene regels
Indien een der leden zich misdroeg werd deze gecorrigeerd door de deken en de hoofdlieden. Als hij zich tegen de opgelegde straf verzette konden zij hem dagen voor het Hof van Holland of de Vierschaar van Den Haag. Ten overvloede stond er in de ordonnantie vastgelegd dat elke schutter verplicht was om in zijn bezit te hebben ten minste één stalen kruisboog met bijbehorend gereedschap, zoals een koker met pijlen en een apparaat om de boog mee te spannen. Het lidmaatschap kon een schutter niet zomaar opgeven door uit te treden, ook kon een schutter door royement niet zijn lidmaatschap verliezen. Hierover moest worden besloten door deken, hoofdlieden en enkele van de oudste leden, die daarvoor werden opgeroepen. Daarbij was men altijd verplicht om eerst nog twee philipsguldens te betalen, het bedrag dat normaal bij het overlijden van een lid moest worden voldaan door zijn erfgenamen. Als alternatief kon men volstaan met het afgeven van zijn beste voetboog inclusief het bijbehorende gereedschap. 

## Gildewapen
Het Jorisgilde had een eigen wapen, waarvan de oorsprong niet bekend is. Waarschijnlijk heeft het gilde dit wapen aangenomen omdat zij dit vonden passen bij hun status. In het wapen stond een Jeruzalemkruis, dat refereert aan de kruistochten van de middeleeuwen en die het nobele en militaire karakter van deze schutterij moest benadrukken. De schutterij heeft echter nooit deelgenomen aan kruistochten. Om het wapen heen stonden symbolen als schildhouders. De ankers zijn een symbool van de hoop, omdat het bij een storm voor een schip en zijn opvarenden de enige hoop op redding biedt. De twee schuddende handen staan mogelijk voor samenwerking en broederschap. In 1795 werden alle gildes afgeschaft en de Sint-Jorisschutterij werd op last van de Bataafse Republiek onwapend en ontmanteld. Als zwaar Orangistisch bolwerk werd de schutterij gezien als een bedreiging voor deze nieuwe republiek. Na de stichting van het Koninkrijk der Nederlanden werd de schutterij opnieuw ingezet als plaatselijke gewapende militie, maar niet meer als een gilde. In het Nederland van na 1813 was geen ruimte meer voor het instituut van de gildes. Er werd voortaan gesproken van de “Schutterij van 's-Gravenhage”, welke viel onder het stadsbestuur. De Schutterij van 's-Gravenhage zag zichzelf als voortzetting van het oude Sint-Jorisgilde en het nieuwe Orangistische stadsbestuur steunde die positie. Later vond een wapenbevestiging plaats, bij besluit van de Hoge Raad van Adel op 14 juli 1819: “Een rood schild, beladen met een kruis, voorzien van krukjes en vergezeld in iedere hoek van een dergelijk kleinder, alles van goud”.

Wapen zoals afgebeeld in 1759
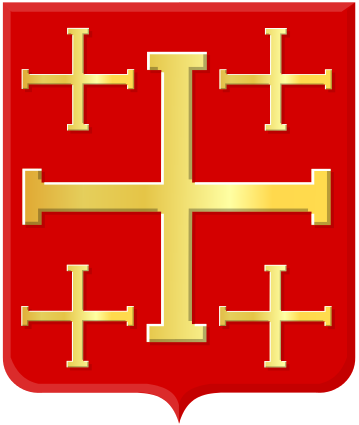
Wapen zoals vastgesteld door de Hoge Raad van Adel en afgebeeld in het wapenregister.

## Einde Haagse schutterij
De Schutterij van 's-Gravenhage werd op 31 juli 1907 opgeheven. Het vaandel werd toen op het stadhuis overgedragen aan burgemeester Emile baron Sweerts de Landas Wyborgh. Op de Koekamp vond nog een laatste ceremonie plaats.

## Sint-Hubertusgilde

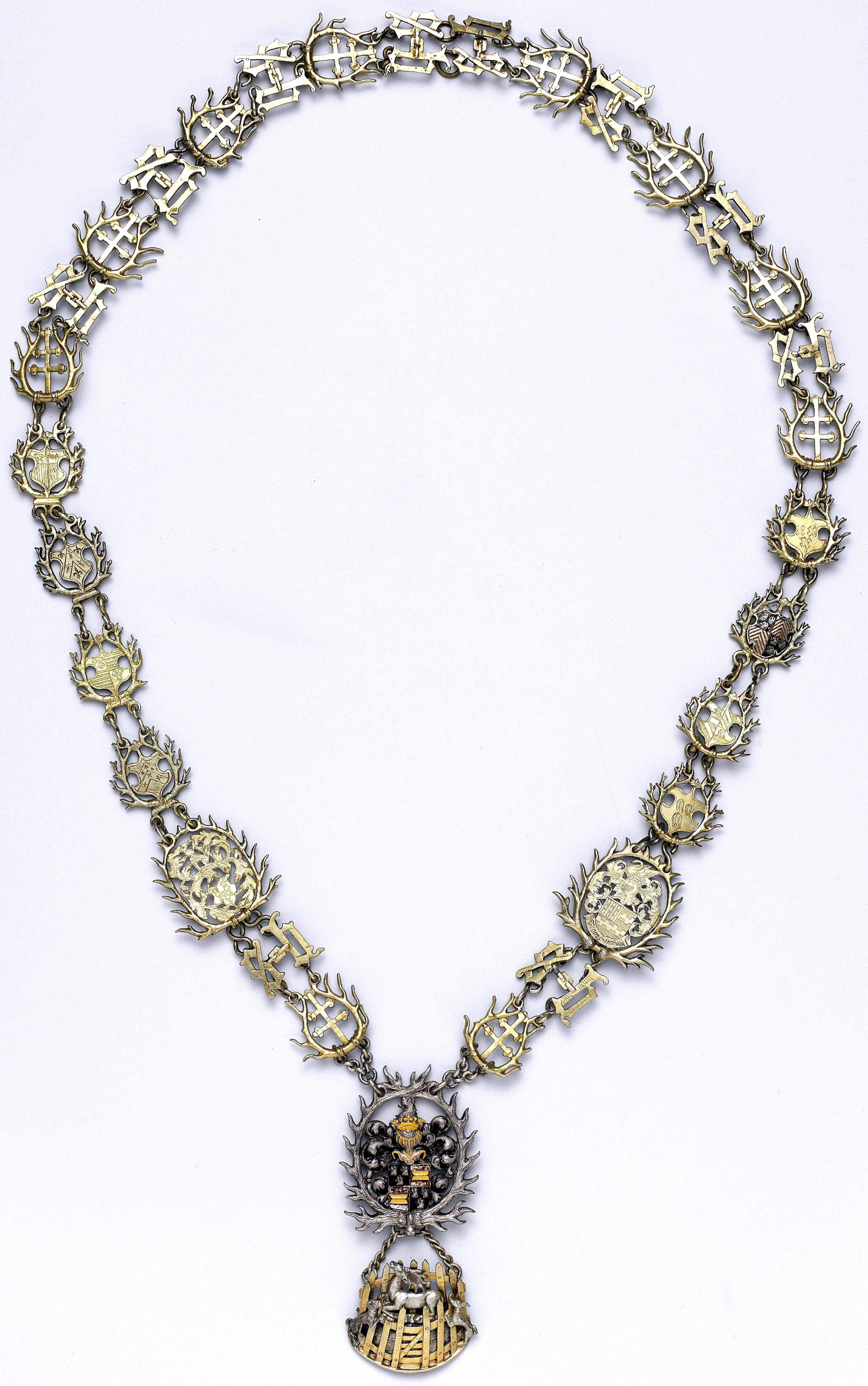
Keten van het Haagse Sint-Hubertusgilde, circa 1542 (Rijksmuseum Amsterdam)

Naast voornoemde gilde werd in 1542 het Sint-Hubertusgilde opgericht, dat niet lang zou bestaan. Van dit gilde is niet veel meer bekend dan dat het door een aantal zeer aanzienlijke inwoners van Den Haag werd opgericht. Dit gilde legde zich met name toe op de jacht en het zou later opgaan in het Sint-Jorisgilde. 
De namen van de oprichters van dit gilde zijn bekend:
- Nicolaas van Assendelft, ridder, provoost van Arnhem
- Cornelis de Cock van Opijnen, ridder
- Splinter van Hargen, ridder, heer van Oosterwijk
- Dirck Coebel, ridder
- Mr. Arnout Sasbout, ordinaris raadsheer bij het Hof van Holland
- Mr. Dirck Pijnssen, schout van Delft
- Mr. Cornelis de Jonghe, rentmeester van Wassenaar
- Mr. Arnout Coebel, rentmeester van de Heerlijkheid van de Lek
- Mr. Johan Hanneman, rentmeester van Noord-Holland
- Mr. Aelbrecht Pijnssoen
- Mr. Jodocus van Ouwelant
- Mr. Johan de Mersche, secretaris van het Hof van Holland

## Trivia
Er is nog steeds een Sint-Jorisgilde in onder meer Bergeijk (1463), Berlicum (1615), Budel (1557), Deurne, Eindhoven, Gemert (begin 16de eeuw), Gent, Gestel en Blaarthem (1431), Heeze (1429), Nuenen, Oirschot (1542), Sint-Oedenrode (voor 1531), Someren, Wessem en Zesgehuchten (1408).